# Aglaops youboialis
Aglaops youboialis là một loài bướm đêm trong họ Crambidae.